# Цифровой идентификатор объекта
Цифровой идентификатор объекта (англ. digital object identifier (DOI)) — основной элемент системы ДОИ, предназначенной для обозначения объектов информационной деятельности. Это цифровой идентификатор объекта, а не идентификатор цифрового объекта. DOI начали использовать с 2000 года, в настоящее время их присваивают более 5000 органов (издательства, центры научных данных, киностудии и другие). Имеется более 100 миллионов имён DOI и более 1,5 миллиарда публикаций DOI в год. DOI порой присваивают и публикациям, созданным задолго до начала его использования.
Имя (идентификатор, номер) DOI может быть присвоено таким объектам, как публикация или её часть (книга, глава книги, статья) или элемент (рисунок, таблица, формула и т. п.), аудио- и видеоконтенту, наборам данных и базам данных, материальным объектам (DVD, бумажная книга), людям (авторы, композиторы, издатели), организациям и пр. Требования к организации и управлению системой, структуре имён DOI и метаданным, порядку их присвоения и раскрытия приведены в стандарте ISO 26324:2012. В РФ действует стандарт ГОСТ Р ИСО 26324, идентичный международному.

## Описание
DOI позволяют однозначно и точно идентифицировать объект и получать доступ к подробной информации о нём (метаданные) либо непосредственно к самому объекту, если доступ к объекту является открытым. Организация, присвоившая объекту DOI, обязана обеспечить постоянную работоспособность ссылки на объект и/или данные о нём. Это означает, что объект, которому присвоен DOI, может быть найден, даже в случае изменения его местонахождения. При этом сам объект и информация, связанная с этим объектом, всегда может быть добавлена, изменена или сгруппирована различными способами и в любое время самим владельцем DOI.
С помощью DOI связанные объекты, такие как версии (редакции) объекта, также можно дифференцировать и связывать отдельно (см. например систему контроля версий научных публикаций Crossmark by Crossref).
Информация, содержащаяся в DOI электронного документа, содержит указатель его местонахождения (например, URL), его имя (название), прочие идентификаторы объекта (например, ISBN для электронного образа книги) и ассоциированный с объектом набор описывающих его данных (метаданных) в структурированном и расширяемом виде.

## Организации учёта
Международный фонд DOI (International DOI Foundation — IDF) — некоммерческая организация, основанная на членстве, которая является головным органом надзора и управления для федерации регистрационных агентств (RA), предоставляющих конечным пользователям услуги по присвоении префиксов DOI, регистрации DOI для объектов, и связанные с DOI сервисы.
IDF является уполномоченной регистрирующей организацией стандарта ISO 26324 для системы DOI.
Система DOI обеспечивает техническую и социальную инфраструктуру для регистрации и использования постоянных и функционально совместимых (interoperable) идентификаторов DOI для использования в цифровых сетях. Система DOI состоит из:
- Международный фонд DOI (International DOI Foundation)
- Регистрационные агентства (Registration Agencies)

Регистрационные агентства назначаются IDF и предоставляют услуги владельцам префиксов DOI: они распределяют префиксы DOI, регистрируют DOI для объектов и предоставляют необходимую инфраструктуру, позволяющую владельцам объектов присваивать DOI, передавать и актуализировать метаданные объектов и данные их состояния. Также ожидается, что регистрационные агентства будут активно содействовать широкому внедрению системы DOI, сотрудничать с IDF в разработке системы DOI в целом и предоставлять услуги от имени своего конкретного сообщества пользователей.
Каждое RA имеет свою, четко определённую область ответственности. Полный список действующих RA и их зон ответственности приведены на сайте IDF.

Основные RA
- Airiti — RA, предоставляющее DOI для электронных научных журналов на китайском и тайском языках;
- Crossref — международное RA, работающее с издателями научного контента (книги, журнальные статьи, материалы конференций и т. п.) и предоставляющее DOI для научных публикаций;
- Datacite — RA, работающее с центрами обработки данных, распорядителями, библиотеками, архивами, университетами и исследовательскими организациями, в которых размещаются репозитории данных и которые несут ответственность за управление, хранение, кураторство и архивирование данных и других результатов исследований. DataCite позволяет регистрировать DOI для данных (результатов) экспериментов, больших наборов (баз, библиотек и т.п.) данных и других результатов научных исследований, которые в последующем используются в научных публикациях и корректно, через DOI, связываются с источником таких данных (см. например CERN - European Organization for Nuclear Research http://doi.web.cern.ch/)
- Entertainment Identifier Registry (EIDR) — RA, предоставляющее DOI для коммерческого видео-контента.
- Japan Link Center (JaLC) — RA, предоставляющее DOI для электронных научных журналов на японском языке.
- The Chinese National Knowledge Infrastructure (CNKI) — RA, предоставляющее DOI для китайских научных публикаций, созданное при поддержке правительства Китая университетом Синьхуа и Китайским институтом научной и технической информации.
- Publications Office of the European Union (OP) — RA, предоставляющее DOI для официальных публикаций органов Европейского Союза;

## Структура DOI
Внешне DOI представляет собой уникальную строку букв и цифр, состоящую из двух частей: префикс и суффикс (10.префикс/суффикс).
Например: 10.1000/123, где
- 10.1000 — префикс, или идентификатор владельца (издатель, правообладатель, дата-центр, библиотека и т. п.), составленный из признака идентификатора (10) и строки, указывающей на владельца (1000);
- 123 — суффикс, идентификатор объекта, указывающий на конкретный объект. Суффикс формируется самим владельцем и может содержать любой набор цифр и/или букв на усмотрение владельца префикса.

Для серийных изданий: 
- Префикс организации/ISSN год том страница (главы).

DOI — удобная ссылка (для поиска в Интернете), путь к объекту (статья, книга, данные и т. п.) в общем информационно-виртуальном пространстве для получения доступа к объекту и/или необходимой информации о нём.
В соответствии с требованиями Crossref и в публикациях, и на сайтах DOI должен отображаться в виде интернет-ссылки (URL).

## DOI в научных коммуникациях
Де-факто DOI является обязательным элементом и стандартом современных научных публикаций, обеспечивая постоянный доступ к научной информации и учёт взаимных цитирований.
DOI принят в англоязычной научной среде для обмена данными между учёными.

### Примеры DOI
https://doi.org/10.1007/b136753
Это DOI цифровой копии книги 2006 года «Magnetic Functions Beyond Spin-Hamiltonian» (ISBN 3-540-26079-X), изданной в Берлине под редакцией профессора D. Michael P. Mingos, входящей под № 117 в серию-журнал «Structure & Bonding» (ISSN 0081-5993 редакции D. Michael P. Mingos) издательства «Springer-Verlag Берлин Хайдельберг» (в составе Springer Science+Business Media). Книга так же имеет Контрольный номер библиотеки конгресса США (LCCN) 2005926235.
https://doi.org/10.1007/978-3-540-46129-6
Это DOI цифровой копии книги 2007 года «Organometallic Chemistry & Catalysis» (ISBN 978-3-540-46129-6) Didier Astruc (члена IUF), изданной в «Springer-Verlag Berlin Heidelberg» на английском языке. LCCN 2007924912. В оригинале содержимое этой книги было опубликовано в 2000 году на французском языке в книге «Chimie Organométallique» (ISBN 2-86883-493-0) издательства «EDP Sciences Гренобль».